# Okręg wyborczy Sheffield Brightside
Okręg wyborczy Sheffield Brightside powstał w 1885 r. i wysyła do brytyjskiej Izby Gmin jednego deputowanego. Okręg obejmuje północną część miasta Sheffield i okolice.

## Deputowani do brytyjskiej Izby Gmin z okręgu Sheffield Brightside
- 1885–1897: Anthony Mundella, Partia Liberalna
- 1897–1900: Frederick Maddison, Liberalni Laburzyści
- 1900–1906: James Hope, Partia Konserwatywna
- 1906–1922: John Tudor Walters, Partia Liberalna
- 1922–1930: Arthur Ponsonby, Partia Pracy
- 1930–1931: Fred Marshall, Partia Pracy
- 1931–1935: Hamer Field Russell, Partia Konserwatywna
- 1935–1950: Fred Marshall, Partia Pracy
- 1950–1968: Richard Winterbottom, Partia Pracy
- 1968–1974: Edward Griffiths, Partia Pracy
- 1974–1987: Joan Maynard, Partia Pracy
- 1987– : David Blunkett, Partia Pracy